# Aveglocke (Kölner Dom)

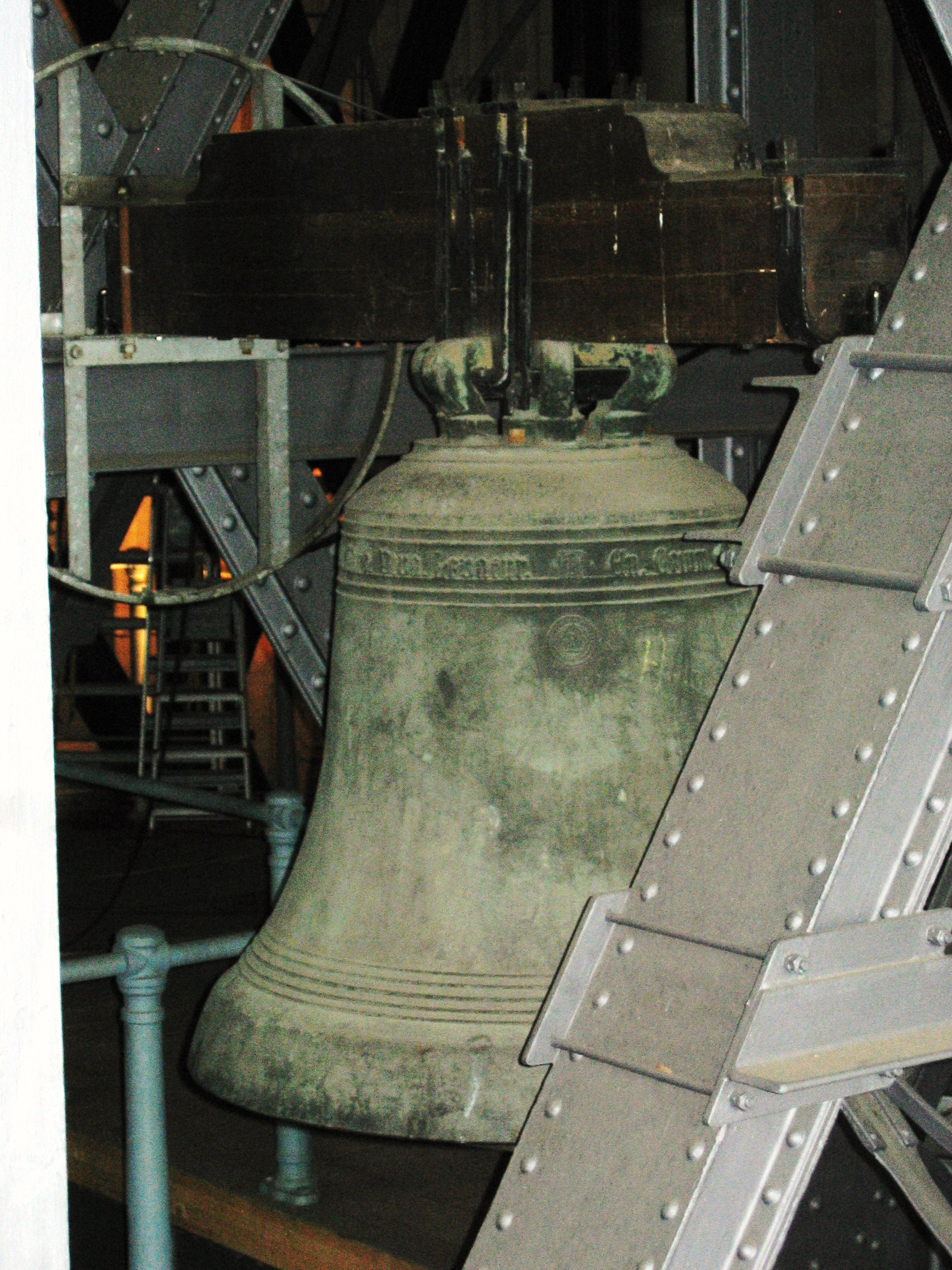
Aveglocke – Glocke 8

Die Aveglocke ist die Glocke 8 im Kölner Domgeläut. Sie wurde 1911 von Franz Otto aus Bremen-Hemelingen gegossen und ist im Glockenstuhl des Südturmes aufgehängt.

## Die Vorgängerin
Die alte Aveglocke aus dem 14. Jahrhundert hängt unter dem Namen Angelusglocke im Dachreiter.

## Daten

### Musikalisches
Alle Tonangaben in 16teln.
| Nominal (Schlagton) | Unterton | Prim  | Terz  | Quint | Abklingdauer (Unterton) | Abkling- verlauf |
| g1 ±0               | g0 +5    | g1 +1 | b1 +3 | d2 +5 | 70 Sekunden             | steht            |

### Technisches
| Gewicht | unterer Durchmesser | Schlagringstärke | Rippenkonstruktion | Aufhängung |
| ------- | ------------------- | ---------------- | ------------------ | ---------- |
| 780 kg  | 1080 mm             | 78 mm            | schwer             | Holzjoch   |

## Inschrift
Die Inschrift wurde von der alten Aveglocke übernommen, wobei das Wort celum fälschlicherweise als elum übernommen wurde.
○ EN. [C]ELUM. MATRE. QUEM. TERRA. PARIT.
SINE. PATRE. PANIS. MONSTRATUR. DEUS.
EST. CARO. VIVA. LEVATUR
Übersetzung: Siehe, o Erde, den der Himmel von der Mutter ohne Vater gebiert, er wird als Brot gezeigt, ist Gott und wird als lebendiges Fleisch erhoben.

## Läuteordnung
Die Aveglocke läutet an Werktagen im Jahreskreis zu den Heiligen Messen, in der Weihnachts- und Osterzeit gemeinsam mit den anderen Glocken des Vierungsturmes. An gebotenen Gedenktagen erklingt sie in Kombination mit der Kapitelsglocke.